# 石町 (名古屋市)
石町（こくちょう）は、愛知県名古屋市東区の地名。1丁目から3丁目があった。1976年（昭和51年）1月18日、同区泉一丁目および同二丁目に編入された。

## 地理
東は鍋屋町、西は中市場町2丁目、南は武平町2丁目・下竪杉町1丁目・富士塚町3丁目・七小町、北は武平町1丁目・東片端町1丁目・上竪杉町6丁目・東片端町2丁目・冨士塚町1丁目に接する。

### 学区
- 中学校 - 名古屋市立冨士中学校
- 小学校 - 名古屋市立山吹小学校・名古屋市立東桜小学校[4][5][6]

### 人口
国勢調査による人口の推移
| 1950年（昭和25年） | 619人 |  |
| 1955年（昭和30年） | 685人 |  |
| 1960年（昭和35年） | 622人 |  |
| 1965年（昭和40年） | 549人 |  |
| 1970年（昭和45年） | 508人 |  |
| 1975年（昭和50年） | 478人 |  |

## 歴史

### 地名の由来
名古屋城下町開発に際して、穀物商が多く所在したことに由来するという説が主流であるというが、『尾張志』は清洲越しであり、築城の際には当地において石垣を切り出したともいう。

### 沿革
- 明治初年 - 一部が中市場町に編入される[1]。
- 明治4年 - 小牧町を編入する[1]。
- 1878年（明治11年）12月20日 - 名古屋区成立に伴い、同区石町となる[1]。
- 1889年（明治22年）10月1日 - 名古屋市成立に伴い、同市石町となる[1]。
- 1908年（明治41年）4月1日 - 東区成立に伴い、同区石町となる[1]。
- 1944年（昭和19年）2月11日 - 栄区成立に伴い、一部が同区石町となる[1]。
- 1945年（昭和20年）11月3日 - 栄区廃止に伴い、栄区石町が中区石町となる[1]。
- 1946年（昭和21年）4月15日 - 中区石町の全域が東区石町に編入される[1]。
- 1976年（昭和51年）1月18日 - 東区泉一丁目および同二丁目に編入され、廃止[1]。

## 史蹟
- 松本奎堂の塾跡

安政6年から文久元年まで当地に私塾を開いていたという。